# Vanua'aku Pati
Vanua'aku Pati (VP) är ett socialistiskt parti i Vanuatu, bildat i början av 1970-talet som Nya Hebridernas nationella parti.
Partiet vann 1979 valen till den lagstiftande församling som skulle förbereda landets självständighet året därpå. Partiets grundare Walter Lini var Vanuatus förste premiärminister 1980-91. 
Det sistnämnda året tvingades Lini avgå som regeringschef, lämnade VP och bildade Vanuatu National United Party (VNUP). I valen 1991 fick både VP och VNUP 10 mandat vardera. VNUP bildade regering tillsammans med Union des Partis Moderés (UPM) och tvingade för första gången bort VP från regeringsmakten.
VNUP och UPM behöll makten efter parlamentsvalet 1995. 
Sedan slutet av 1990-talet har Vanua'aku Pati tappat väljarstöd.
1998 fick man 18 mandat i parlamentet, 2002 14 och 2004 8.
I det sistnämnda valet ingick VP i valalliansen VP-VNUP, som erövrade regeringsmakten.